# Lurgensteins Garten

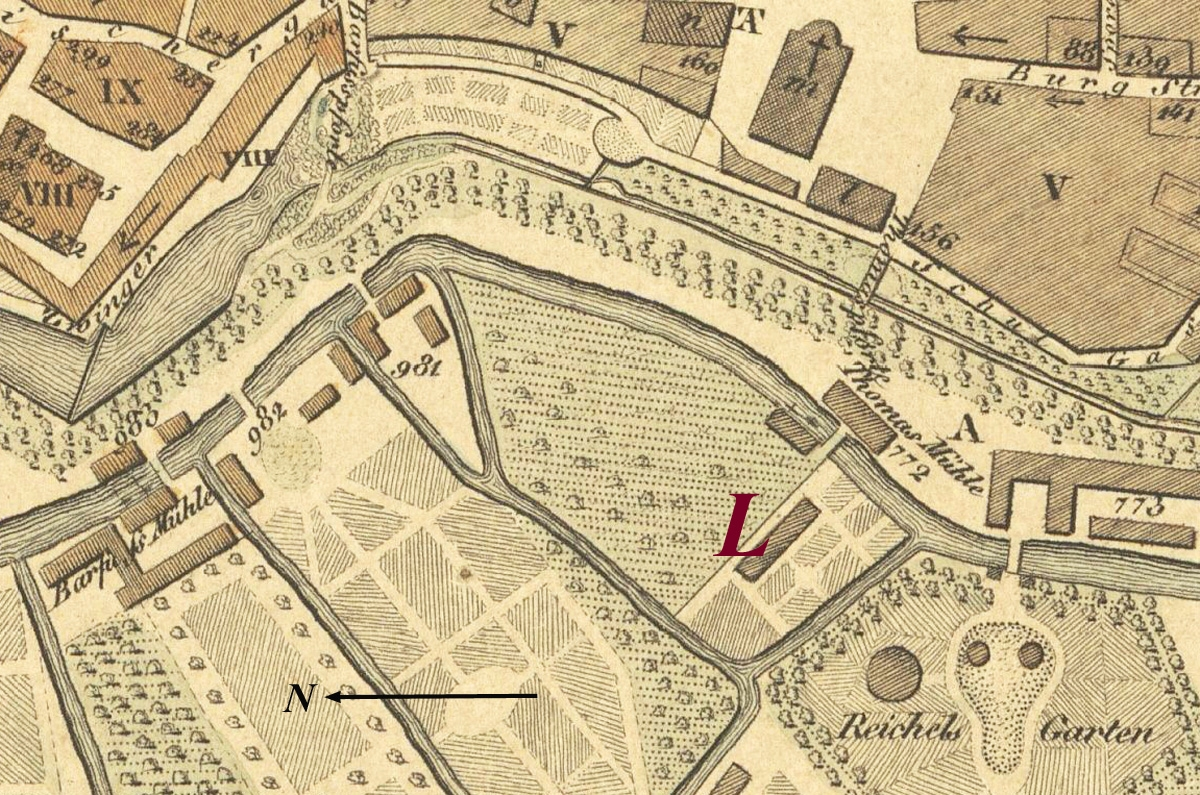
Lurgensteins Garten (L) auf einem Leipziger Stadtplanausschnitt von 1830

Lurgensteins Garten (früher Heinsbergs Garten, Jöchers Garten) war ein Barockgarten in Leipzig, der im 19. Jahrhundert in der städtischen Bebauung aufging.

## Lage und Gestalt
Der Garten lag, von der Stadt aus gesehen, jenseits des Pleißemühlgrabens hinter der Thomasmühle am westlichen Rande der Altstadt. Er bildete in etwa ein Rechteck, das in einer Spitze nach Nordosten auslief. Er wurde im Osten begrenzt durch den Pleißemühlgraben und auf den übrigen Seiten durch den Diebesgraben. Über diesen schlossen sich im Westen der Kleinbosische Garten, im Süden der Reichelsche Garten (früher Apels Garten) und im Norden das Grundstück des Place de repos an. Die Teile der Thomasmühle jenseits des Pleißemühlgrabens gehörten nicht zum Garten. Der Garten wurde über einen Steg von der Promenade über den Pleißemühlgraben erreicht.
Auf heutige Verhältnisse bezogen, ist das Gelände des Gartens zwischen Dittrichring und Zentralstraße festzumachen.
Auf einem Plan von Leipzig von 1830 ist zu erkennen, dass nur der südliche Teil des Gartens barocken Charakter hatte, der nördliche Teil war ein Wiesengarten. Er wies auch nicht die Pracht seiner berühmten Nachbargärten auf.

## Geschichte
Der Garten wurde im 17. Jahrhundert angelegt. Er hieß jeweils nach seinem Besitzer, unter diesen Heinsberg, Jöcher und andere. Im Jahr 1834 erwarb ihn der Kammfabrikant und Stadtrat Wenzel Anton Lurgenstein. Zu diesem Zeitpunkt hatte die Stadterweiterung bereits das Gebiet erfasst, und im benachbarten Reichelschen Garten waren schon Wohnanlagen entstanden. Es ist deshalb davon auszugehen, dass Lurgenstein den Garten vor allem als Baugrund ansah. Denn bereits in den Jahren 1837 bis 1840 ließ er im südwestlichen Teil durch den Ratsbaumeister Johann Heinrich Walther ein Wohnhausensemble mit fünf Häusern errichten.

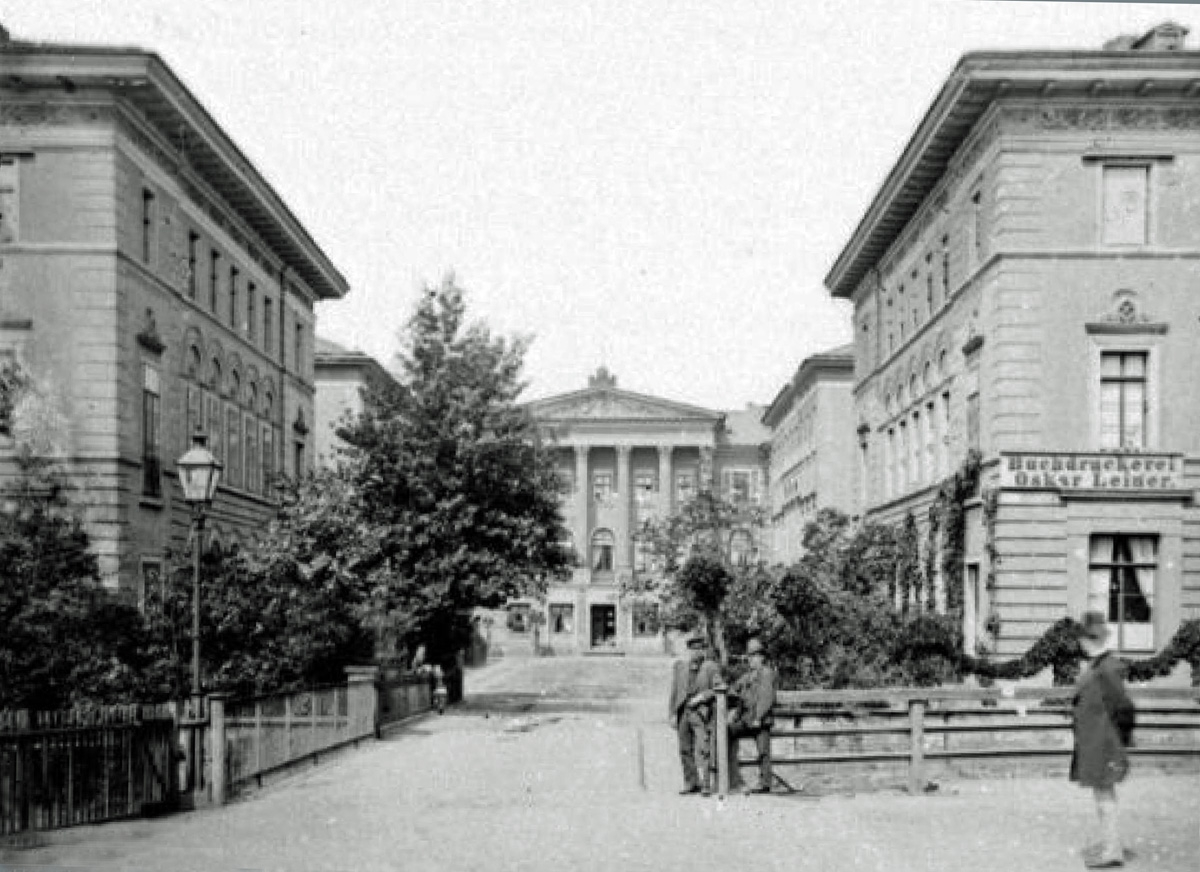
Die Wohnbebauung in Lurgensteins Garten hinter dem Pleißemühlgraben, um 1885
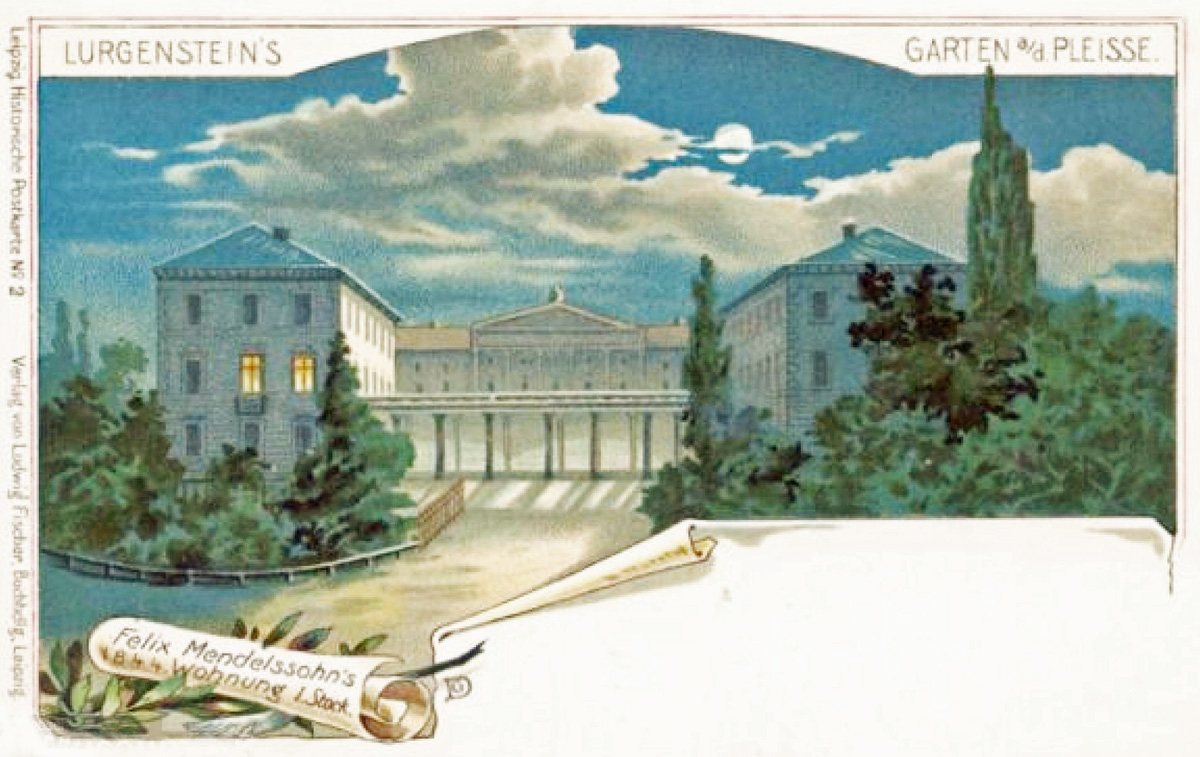
Die Wohnung von Felix Mendelssohn Bartholdy, auf einer Postkarte markiert
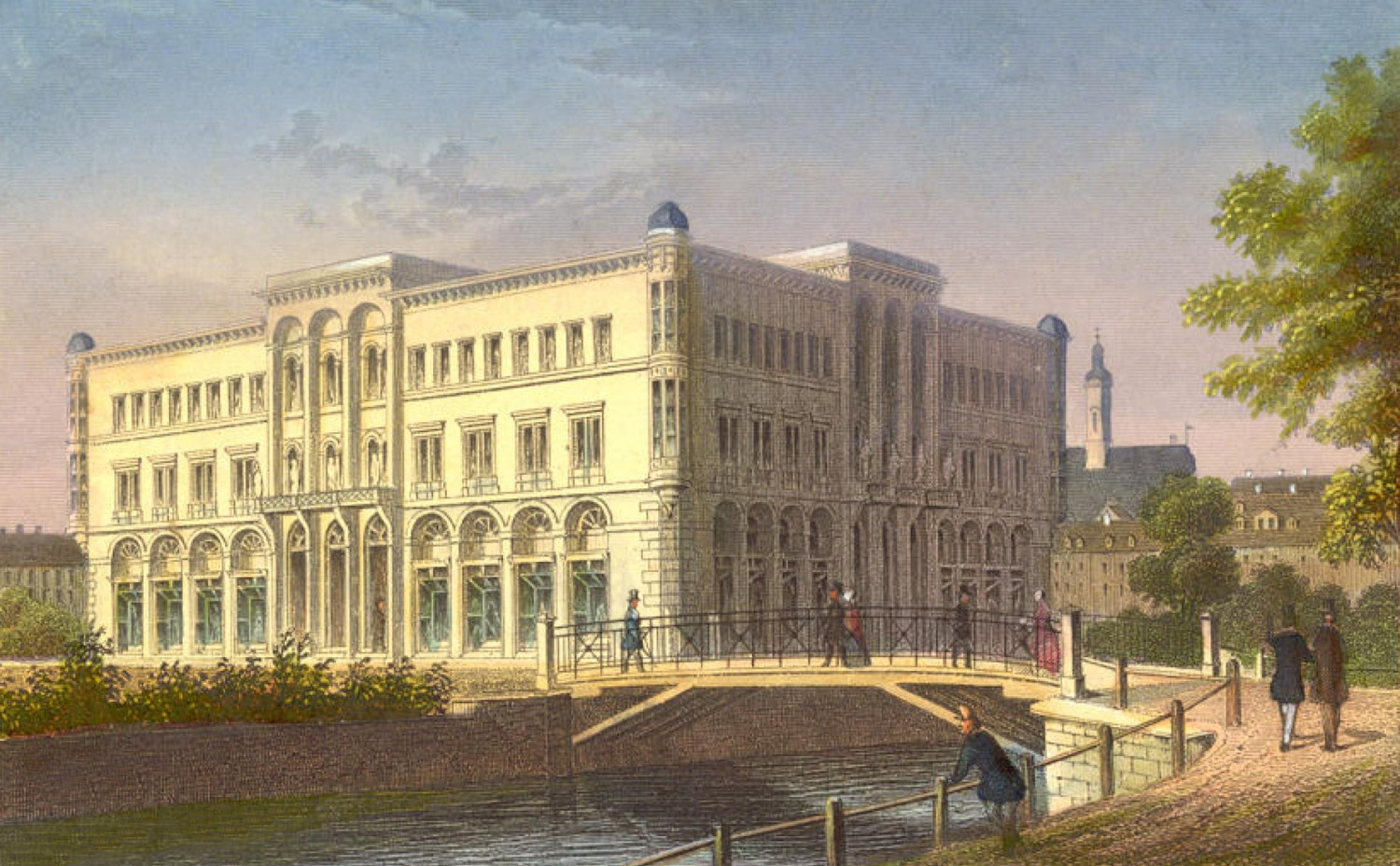
Die Central-Halle auf dem Gelände von Lurgensteins Garten, um 1850
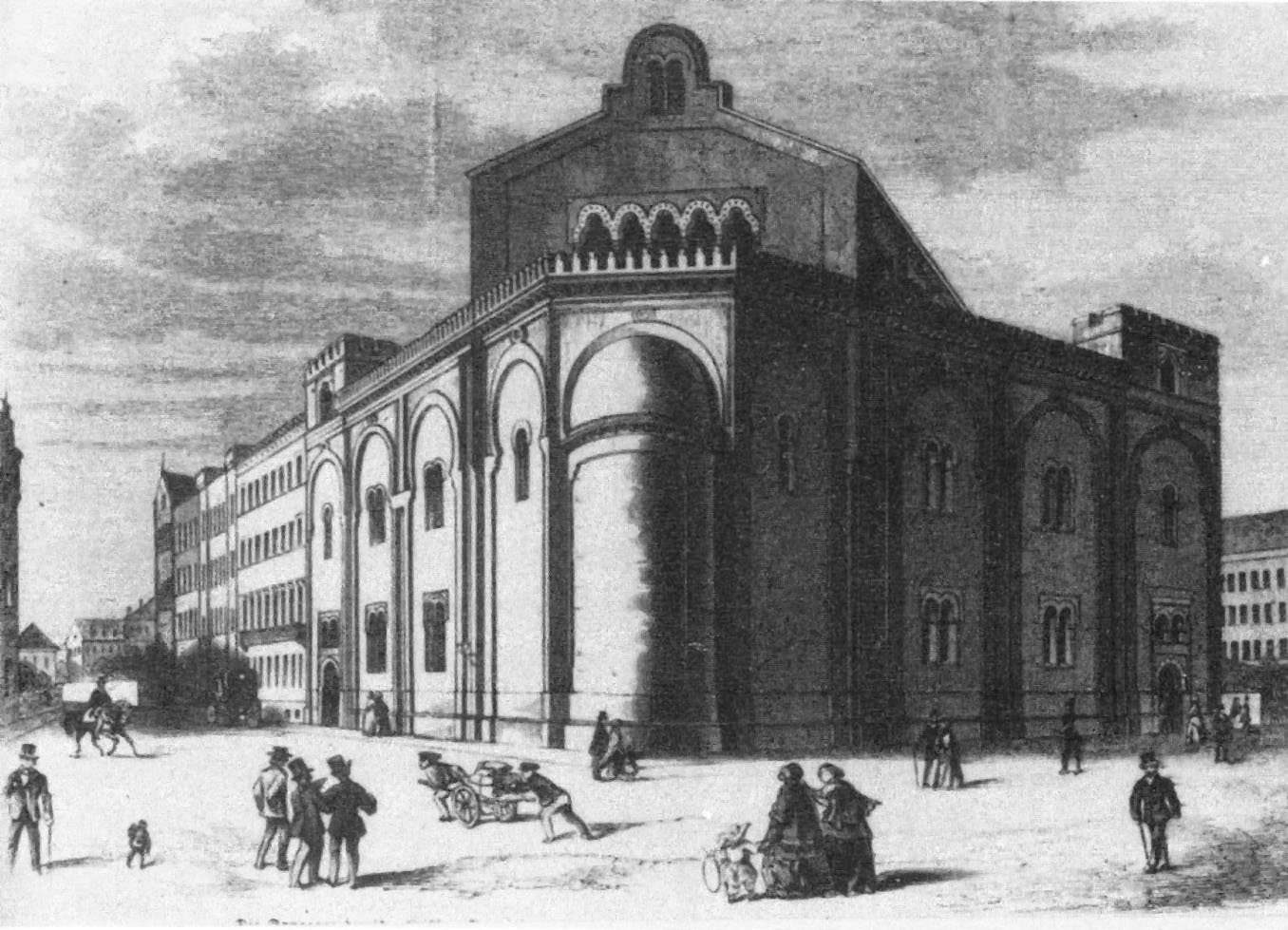
Die Große Synagoge an der Centralhallenstraße

Eine von der Promenade über eine Brücke über den Pleißemühlgraben abzweigende Stichstraße führte direkt auf das säulengeschmückte dreistöckige Hauptgebäude. Sie war flankiert von jeweils zwei Gebäuden, die an ihren Rückseiten durch einen schmalen Übergangsbau verbunden waren. Durch die so entstandenen Adressen Lurgensteins Garten hielt sich der Name, obwohl er keinen Garten mehr beschrieb.
Einer der ersten und prominentesten Bewohner war Felix Mendelssohn Bartholdy. Im Oktober 1837 kam er mit seiner Frau Cécile aus Frankfurt am Main, die er dort im März geheiratet hatte, und mietete sich in der ersten Etage des linken Vorderhauses mit Blick auf die Thomaskirche ein.
Im nördlichen Teil des Gartens entstand 1849 die Central-Halle, ein Mehrzweckbau für Veranstaltungen und Ausstellungen. Die Central-Halle musste schon 1898 ihrem Nachfolgebau weichen. Im hinteren Teil des Gartengeländes wurde die Centralhallenstraße angelegt (heute Zentralstraße, vorderer Teil Gottschedstraße). An ihr entstand 1853/1854 nach Plänen des Semper-Schülers Otto Simonson die Große Gemeindesynagoge der Jüdischen Gemeinde zu Leipzig. Sie wurde beim Novemberpogrom in Leipzig 1938 zerstört.

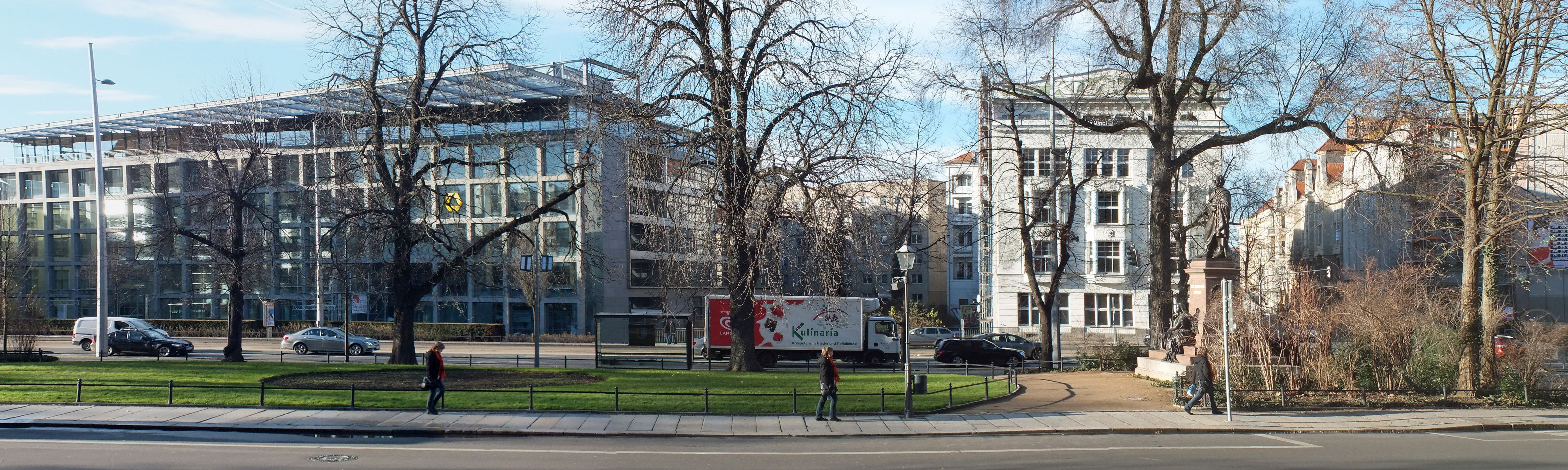
Der Bereich des ehemaligen Lurgensteinschen Gartens hinter dem Dittrichring, 2013

Im Zweiten Weltkrieg wurde das Gebiet des ehemaligen Lurgensteinschen Gartens nahezu total zerstört. Nur das 1925 errichtete Messehaus Kosmos und einige Wohnhäuser an der Gottschedstraße blieben erhalten. Zur DDR-Zeit entstanden im Bereich der ehemaligen Central-Halle ein Gebäude für ein Rechenzentrum und an der Zentralstraße einige Wohnhäuser in Plattenbauweise. An der Stelle der ehemaligen Wohnanlage und der ebenfalls zerstörten Thomasmühle wurde 1994 bis 1996 ein Verwaltungszentrum der Dresdner Bank (heute: Commerzbank) errichtet.
An Lurgenstein erinnert heute nur noch Lurgensteins Steg, ein Fußweg entlang des wieder geöffneten Pleißemühlgrabens.